# Larisa Ocvirk
Larisa Ocvirk (ur. 26 maja 1997 w Celje) – słoweńska koszykarka, występująca na pozycjach silnej skrzydłowej lub środkowej, reprezentantka kraju.

## Osiągnięcia
Stan na 29 kwietnia 2025, na podstawie, o ile nie zaznaczono inaczej.

### Drużynowe
- Mistrzyni Słowenii (2013–2020)[3][4][5][6][7][8][9][10]
- Zdobywczyni Pucharu Słowenii (2013, 2015–2017, 2019, 2020)[3][5][6][7]
- Finalistka Pucharu Słowenii (2018)
- Uczestniczka rozgrywek Eurocup (2018/2019)

### Indywidualne
(* – nagrody przyznane przez portal eurobasket.com)
- Największy postęp ligi słoweńskiej (2016)*[6]
- Najlepsza zawodniczka:
  - krajowa ligi słoweńskiej (2018)[8]
  - defensywna ligi słoweńskiej (2016)[6]
- Zaliczona do*:
  - I składu:
    - ligi słoweńskiej (2018)[8]
    - defensywnego ligi słoweńskiej (2016, 2018, 2020)[6][8][10]

  - II składu ligi słoweńskiej (2016, 2020)[6][10]
  - składu honorable mention ligi hiszpańskiej (2017)[7]
- Uczestniczka meczu gwiazd ligi słoweńskiej (2017)[7]

### Reprezentacja
Seniorska
- Uczestniczka:
  - mistrzostw Europy (2017 – 14. miejsce)
  - kwalifikacji do Eurobasketu (2019)

Młodzieżowe
- Mistrzyni Europy U–20 dywizji B (2016)
- Wicemistrzyni Europy U–20 (2017)
- Uczestniczka mistrzostw Europy:
  - U–18 (2013 – 12. miejsce, 2014 – 10. miejsce, 2015 – 5. miejsce)
  - U–16 dywizji B (2011 – 9. miejsce, 2012 – 8. miejsce, 2013 – 9. miejsce)